# Karl Otto (Skisportler)
Karl Otto (* 30. Oktober 1861 in Freimann bei München; † 1946 in Garmisch-Partenkirchen) war ein bayerischer Skipionier.

## Leben
Karl Otto wurde in einfachen Verhältnissen geboren. Zunächst arbeitete er als Verwaltungsassistent im königlichen Remonte-Depot in Benediktbeuern, danach als Rechnungsrat in derselben Einrichtung in Schwaiganger bei Ohlstadt. 
Wie er zum Skifahren kam, beschrieb er rückblickend im Jahre 1930: „1884 beim kgl. Remontdepot dienstlich in Stellung, sah ich in der Gartenlaube das Bild eines schneeschuhlaufenden Norwegers, sofort stieg als gewandtem Turner und Bergsteiger der Gedanke in mir auf, das wäre was für mich“. 
Anders als unter den damaligen Skipionieren üblich, importierte Karl Otto seine Skier nicht aus Skandinavien, dazu hätte er als einfacher Angestellter kaum das nötige Geld gehabt. Er ließ sich noch im gleichen Jahr beim Benediktbeuerner Wagnermeister Hallensteiner aus Lindenholz Skier nachbauen. Dabei war er so findig, die Ski auf zwei Meter Länge zu kürzen (die norwegischen Ski waren drei Meter und länger) und den Schuh mit Lederriemen fest an den Ski zu binden. Die „Norweger“ waren mit sogenannten Meerrohr-Bügelbindungen ausgestattet, die den Fuß nicht fixierten. Mit diesem Ski-Eigenbau konnte Karl Otto an Hängen Bögen fahren. Er erprobte ihn im Winter 1884/85 in der Benediktbeuerner Umgebung „an den Hängen der Wurz, auf dem Straßberg, auf der Kohlstattalm und von dort herunter nach Ried, Kochel und die alte Kesselbergstraß ´nauf und ´nunter“ ... Von vielen wurde ich dabei ausgelacht”.
Nach seiner Versetzung ins Remontdepot Schwaiganger war ein Skigelände „die steile Haberzucht, die Hohetanne und Heimgarten“. Im Winter 1889/90 gelang ihm die Skibefahrung des 1790 m hohen Heimgartens. Sie gilt als erste Skibesteigung eines Alpengipfels – diese Behauptungen sind allerdings keiner genaueren Überprüfung unterzogen worden. Auf dem Heimgartengipfel trug sich Otto „auf Skiern stehend in das am Kreuz oben verwahrte Büchel ein“. Auf welcher Route Karl Otto aufgestiegen und abgefahren ist, ist nicht überliefert. Das Gipfelbuch, das darüber hätte Auskunft geben können, ist vermutlich 1908 mit dem Gipfelkreuz durch Blitzschlag zerstört worden. Die Deutsche Post in Murnau hatte 1990 einen Sonderstempel an das 100-jährige Jubiläum von Karl Ottos Heimgartenbefahrung vorbereitet, zu dessen Anwendung es aber nicht kam. 
Otto sprach und schrieb wenig über seine skifahrerischen Pioniertaten. Erst 1930 meldete er sich in den Mitteilungen des Deutschen und Österreichischen Alpenvereins zu Wort, nachdem in derselben Zeitschrift ein Beitrag über Skipioniere erschienen war, in der er nicht genannt wurde. Er zählte seine skifahrerische Aktivitäten ab 1884 einschließlich seiner Heimgartenbesteigung auf und schloss: „...ich nehme an, dass ich der erste Brettlfahrer Bayerns gewesen bin. Hat einer früher angefangen, soll er sich melden“. Ein Widerspruch erfolgte in den einschlägigen Publikationsorganen nicht. 1930 interviewte der Skijournalist Carl Joseph Luther den inzwischen pensionierten Karl Otto in Murnau, wo er seinen Lebensabend verbrachte. Luther fand einen „braungebrannten alten Herren, ... der sich bereitwillig vor die Kamera setzte und von seinen ersten Skierlebnissen erzählte“. Das Skifahren gab Karl Otto erst 1940, im Alter von 76. Lebensjahren auf: „Jetzt mag ich nicht mehr; es ist mir überall zu überfüllt. Können tät ich´s noch genus so gut wie früher“. Er starb 1946 in Garmisch-Partenkirchen, begraben ist er in Farchant.
Anders als die etwa zeitgleich in München aktiven, damals „Schneeschuhfahrer“ genannten Skipioniere um den Verleger August Finsterlin sind Ottos Pioniertaten lange Zeit vergessen geblieben. Finsterlin wurde bekannt, als er mit Gleichgesinnten 1890 den Monopteros-Hügel im Englischen Garten in München hinuntergefahren war, aber schon ab ungefähr 1886 war er auf Skiern unterwegs. Er schrieb Artikel, mit denen er das Skifahren in Bayern populär machte, gründete eine Skischule am Schliersee und befuhr in den 90er Jahren mit anderen Skibegeisterten die Schlierseer Berge. Karl Otto hatte diese Bedeutung für die Entwicklung des Skisports in Bayern nicht. Aber er stand etwas früher auf Skiern als August Finsterlin und er konnte mit seinen skitechnisch weiterentwickelten Ski an steileren Hängen vermutlich gut Bögen fahren, kam also dem näher, was heute als Skifahren gilt. Finsterlins norwegische Skier hingegen waren, seinen eigenen Aussagen zufolge, „nur schwer lenksam“.